# Stadsschouwburg Groningen
De Stadsschouwburg aan de Turfsingel 86 in de stad Groningen is het belangrijkste theater van de Nederlandse provincie Groningen. Artiesten uit binnen- en buitenland voelen zich er thuis, mede omdat het publiek zo dicht op het podium zit. Het gebouw is sinds 1994 een rijksmonument.

## Geschiedenis

### Voorgeschiedenis en opening in 1883
In 1868 presenteerden de architecten Hugo Pieter Vogel en Frits van Gendt in het tijdschrift De Opmerker tekeningen voor een ontwerp van een nieuwe Stadsschouwburg in de stad Groningen. In dat jaar kreeg Van Gendt, in dienst getreden bij Domeinen, de vaste directie over het slopen en transformeren van alle grote vestingen die werden opgeheven, waaronder Maastricht, Zutphen en Groningen. In 1874 publiceerden Van Gendt en Vogel opnieuw in De Opmerker over het Groningse schouwburgontwerp. Het ontwerp was gebaseerd op een eerder ontwerp van deze heren voor een schouwburg in Arnhem uit 1863. Net als de meeste negentiende-eeuwse voorbeelden betrof het een theater van het logetype, met parterre en hoefijzervormig op het toneel georiënteerde balkons met loges. De toneelopening werd benadrukt door een rijk gedecoreerde omlijsting en werd geflankeerd door in die omlijsting opgenomen loges met kleine balkons. De Stadsschouwburg werd, om te hoge kosten te besparen, bijna volledig traditioneel gebouwd, met gebruik van baksteen en hout en slechts zeer beperkt gebruik van ‘moderne’ materialen zoals gietijzer, staal en beton. Ook op brandwerendheid werd flink bezuinigd, ondanks talrijke branden in theaters in Europa vlak voor de bouw in Groningen.
Gedurende de hele voorbereiding van de bouw was er gekrakeel over te hoge kosten en werd er flink bezuinigd op het ontwerp. Onder meer zag men af van een verhoogde toneeltoren, de aanleg van elektriciteit en andere moderne voorzieningen. Verder ontbraken veel noodzakelijke dienst- en opslagruimtes. Na de voltooiing van de schouwburg moest het gebouw dan ook al gauw allerlei aanpassingen en uitbreidingen ondergaan om het bruikbaar te maken en houden. Op 8 oktober 1883 kon het gebouw feestelijk in gebruik worden genomen. De Stadsschouwburg veroverde snel een vaste plek in het culturele uitgaansleven van Groningen.

### Uitbreidingen en verbeteringen
In de loop der tijd vonden er voortdurend uitbreidingen en ‘verbeteringen’ plaats in de Stadsschouwburg. In 1888-1889 werden er decorbergingen bijgebouwd (het latere Kruithuis). In 1891 werd er verwarming en ventilatie aangelegd. In 1905 werden er kantoren bijgebouwd.
Tussen 1924 en 1928 werd er veel onderhoud gepleegd aan het interieur: vooral het schilderwerk, het behang van de foyer en de stoffering werden aangepakt. Daarna volgde de crisis en de bezetting door de Duitsers tijdens de Tweede Wereldoorlog. Meteen na de oorlog ontstond er discussie over een mogelijk nieuw theater en concertgebouw aan de Grote Markt. Die nieuwbouw kwam er echter niet vanwege de belangen van Monumentenzorg en de hoge bouwkosten.
Tussen 1950 en 1956 werd het voorhuis van de Stadsschouwburg stapsgewijs gemoderniseerd en uitgebreid met een nieuwe entree, kassa en vide, nieuwe meubels, de bouw van kantoren, een nieuw stoelenplan voor de theaterzaal inclusief bouwkundige aanpassingen en vele andere aanpassingen. 
In de jaren 1970 leek het bijna gedaan met het monumentale gebouw. Het werd afgekeurd en in 1976 gesloten, waarna sloop dreigde. Velen wilden een nieuwe, grotere Stadsschouwburg, maar daar was politiek geen draagvlak voor. Tijdens de sluiting is er door lekkages veel schade ontstaan aan het casco. Uitgerekend in deze tijd kreeg Groningen voor het eerst een professioneel toneelgezelschap: vanaf 1981 De Voorziening, in 1991 voortgezet als het Noord Nederlands Toneel.

### Verbouwing en heropening jaren '80

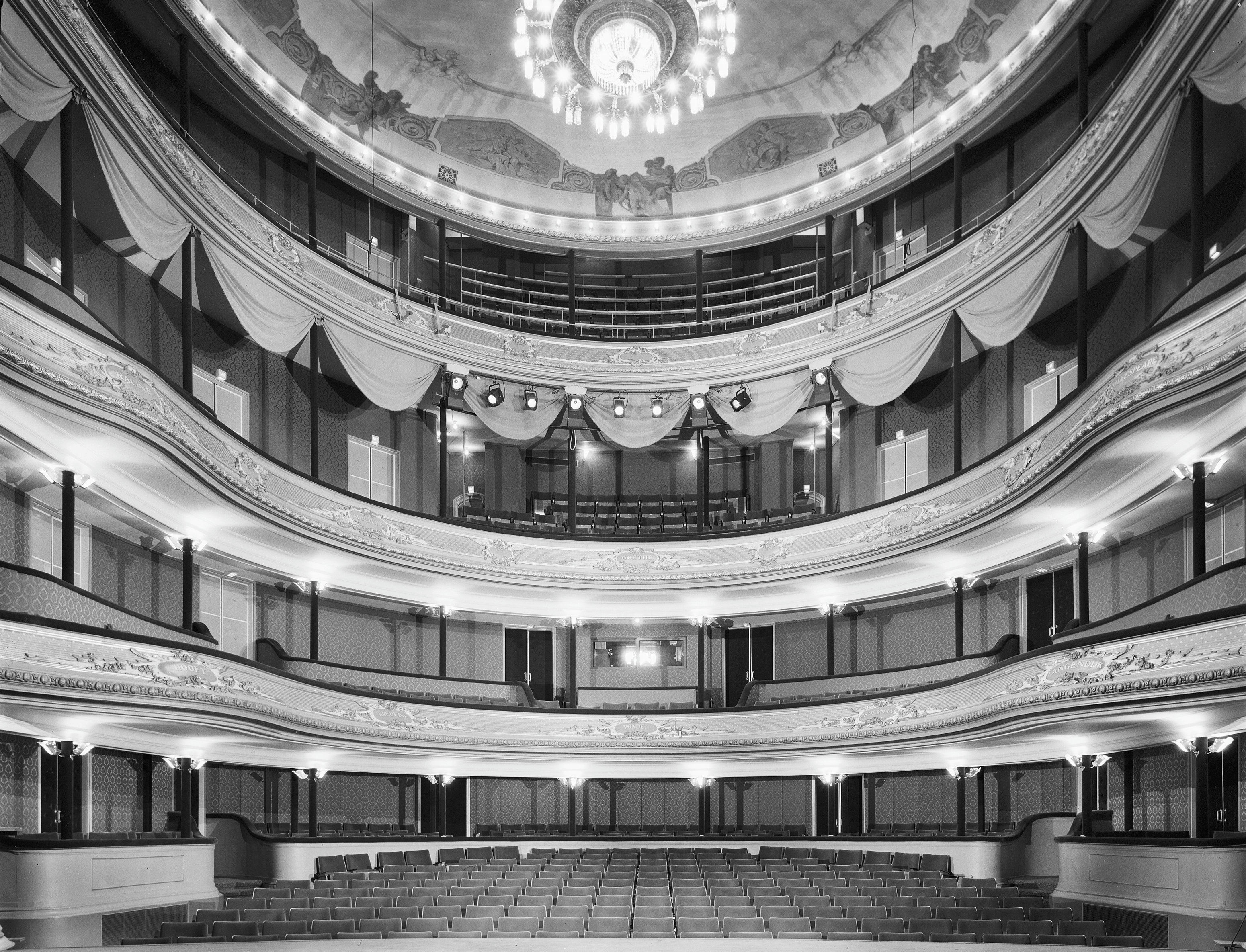
De grote zaal in 1980

Na jarenlange strijd keerde het tij en werd door het architectenbureau Duintjer Istha Kramer Van Willigen (tevens ontwerpers van De Oosterpoort) een ambitieus renovatieplan ontwikkeld dat begin jaren 1980 tot uitvoer werd gebracht. Er waren veel protesten uit de buurt, maar vooral dankzij wethouder Ypke Gietema kon met de verbouwing worden begonnen. 
Het project omvatte onder meer de vergroting en modernisering van het toneelhuis, een algehele renovatie van het interieur en het toevoegen van nieuwe publieksruimtes, zoals de serres en extra trappenhuizen. De renovatie had ook een restauratief karakter: de voorbouw werd in oude staat teruggebracht, waarbij allerlei verdwenen ornamenten en onderdelen werden gereconstrueerd. In het interieur werden vele historische onderdelen ingepast en hersteld, maar er werden ook rigoureuze keuzes gemaakt voor het verwijderen van een belangrijk deel van het 19e-eeuwse decoratieve programma in de grote zaal, het vergroten van de toneelopening en het wijzigen van de infrastructuur rondom de balkons. Waar mogelijk werden de rondgangen zoveel mogelijk bij de zaal betrokken.
Uit historische bronnen blijkt dat het interieur van de theaterzaal een voortdurende zorg is geweest. Het stoelen / bankenplan is verschillende keren aangepast of zelfs geheel vernieuwd. Waren de ingrepen tot aan 1980 vooral cosmetisch van aard, bij de renovatie van 1982-1984 werden ook flinke bouwkundige en infrastructurele aanpassingen gedaan. 
Het toneelhuis werd bijna volledig afgebroken en opnieuw opgebouwd, met een nieuwe hijsinstallatie. Dat was een eis vanuit het Ministerie van CRM. Sinds 1974 was de voormalige decoropslagplaats al ingericht als een eenvoudig vestzaktheater: het Kruithuis. Het Kruithuis werd in 1983 uitgebreid met trappenhuizen en een decorlift. De hele buitengevel werd geschilderd. De oorspronkelijke plafondschilderingen in de theaterzaal waren onherstelbaar beschadigd. Kunstenares Irene Verbeek kreeg in 1983 opdracht nieuwe plafondschilderingen te maken, zowel in de theaterzaal als in de entreehal. De Stadsschouwburg werd in april 1984 weer in gebruik genomen en op 16 mei 1984 officieel heropend. 

### De huidige Stadsschouwburg
In 2015 en 2016 is de Stadsschouwburg opnieuw gerenoveerd. Onder andere de buitengevel, daken, dakgoten, kozijnen en ornamenten zijn gerenoveerd en opnieuw geschilderd. De theaterzaal is bouwkundig veranderd om het stoelenplan te verbeteren en de theaterstoelen zijn vervangen. De grote foyer is monumentaal heringericht en het theatercafé is uitgebreid en opnieuw ingericht. Daarmee lijkt het behoud van de Stadsschouwburg weer voor jaren gegarandeerd.

## Organisatie
In 1878 werd in Groningen de Vereeniging Toneelgebouw opgericht die zich ten doel stelde een theater te bouwen op de vrijgekomen grond van het voormalige Arsenaal van de voormalige vestingterreinen van de gemeente Groningen. De gemeente was goed vertegenwoordigd in het bestuur. In 1916 werd de gemeente eigenaar van de Stadsschouwburg. De nieuwe Vereniging tot Exploitatie van den Stadsschouwburg krijgt het gebouw in bruikleen en zorgt voor programmering en beheer. In 1985 worden De Oosterpoort, de Stadsschouwburg en de Martinihal ondergebracht in de nieuwe gemeentelijke Dienst Kunst & Cultuur. Vanaf 2002 vormen De Oosterpoort & de Stadsschouwburg een werkmaatschappij binnen de gemeente. Sinds 2016 is de Stadsschouwburg eigendom van het Groninger Monumenten Fonds. De exploitatie en het beheer zijn in beheer van de gemeente Groningen. Sinds maart 2019 heet de organisatie achter De Oosterpoort & de Stadsschouwburg SPOT Groningen.

## Programmering
Vanaf de beginjaren heeft Groningen de beste artiesten willen presenteren aan haar publiek. In 1897 speelde de wereldberoemde Franse actrice Sarah Bernhardt ‘La Dame aux Camélias’ van Alexandre Dumas voor een overvolle theaterzaal. Ook de Nederlandse toneelfamilie Bouwmeester reisde regelmatig naar Groningen. Ook sinds de heropening in 1984 programmeert de Stadsschouwburg ambitieus, met de laatste jaren vooral toneel, (inter)nationale dans, opera en cabaretvoorstellingen. 